# Gélon
Der Gélon ist ein Fluss in Frankreich, im Département Savoie in der Region Auvergne-Rhône-Alpes.

## Verlauf
Er entspringt im Gemeindegebiet von Montendry und entwässert zunächst entlang der Bergkette Chaîne des Hurtières nach Südwesten. Bei La Rochette trifft er auf die Bergkette Montraillant, die ihn nach Nordosten ablenkt. Ab hier fließt er weitgehend parallel zur Départementsstraße D925 in einem kanalisierten Flussbett und erreicht bei Chamousset das Tal der Isère. Hier wendet sich der Fluss wieder Richtung westsüdwest und verläuft noch etwa 2,5 Kilometer parallel zur Autobahn A43 und der Isère, in die er dann im Gemeindegebiet von Châteauneuf nach rund 31 Kilometern als linker Nebenfluss einmündet.

## Orte am Fluss
(Reihenfolge in Fließrichtung)
- Bourget-en-Huile
- La Rochette, Gemeinde Valgelon-La Rochette
- La Croix-de-la-Rochette
- Rotherens
- Villard-Sallet
- Villard-Léger
- Betton-Bettonet
- Chamoux-sur-Gelon
- Bourgneuf
- Chamousset

## Sehenswürdigkeiten

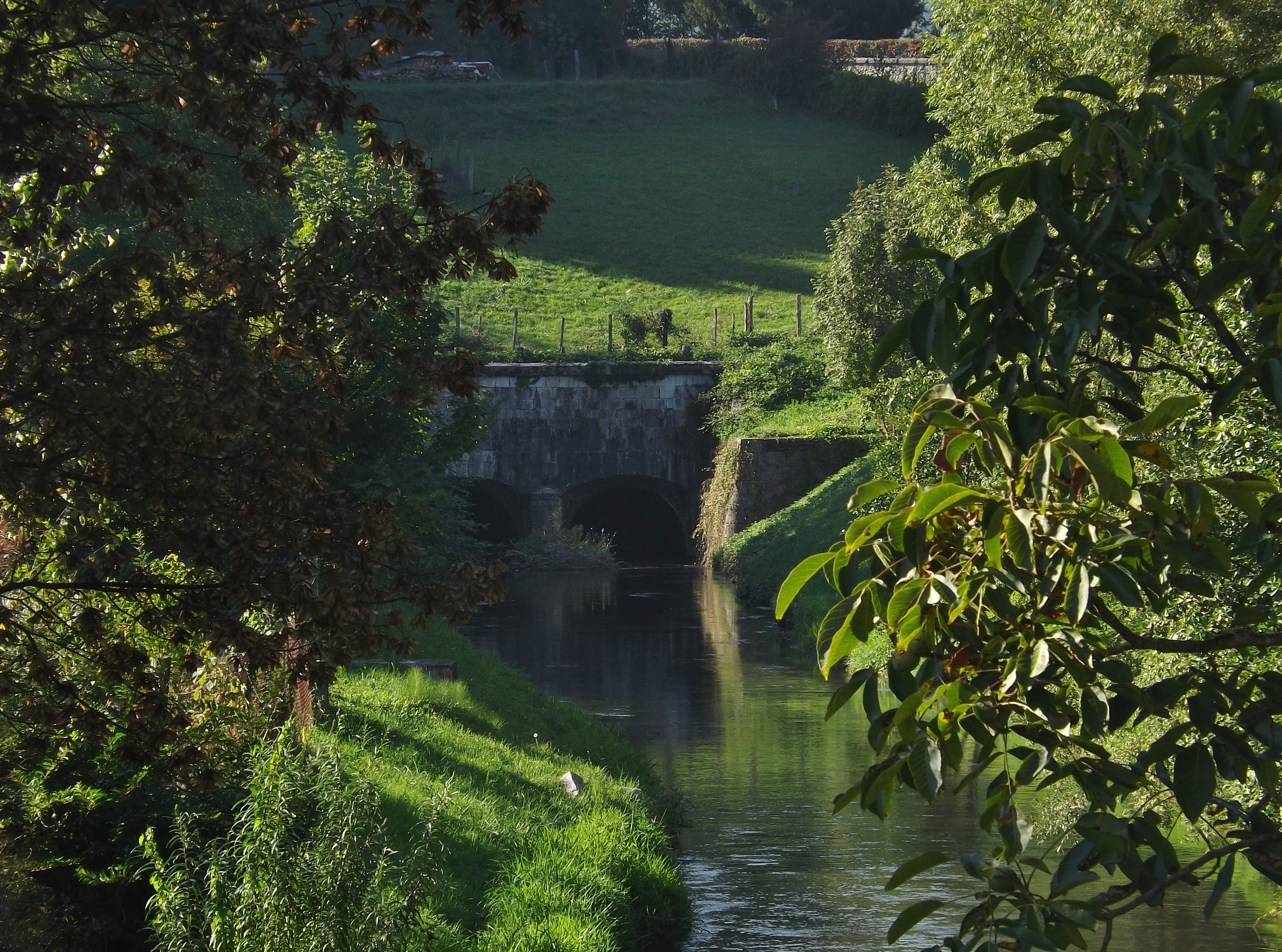
Tunnel hydraulique du Gélon

- Tunnel hydraulique du Gélon, Monument historique[4]

Dieser Tunnel dient dem Hochwasserschutz und wurde Mitte des 19. Jahrhunderts errichtet um Überschwemmungen in Chamousset zu vermindern, die durch die ursprünglich nur wenige hundert Meter voneinander entfernten Mündungen der Flüsse Arc und Gélon entstanden. Durch diesen Tunnel wurde der Gélon abgelenkt und die Mündung in die Isére unterhalb von Chamousset verlagert.